# Oberrieden (Schwaben)

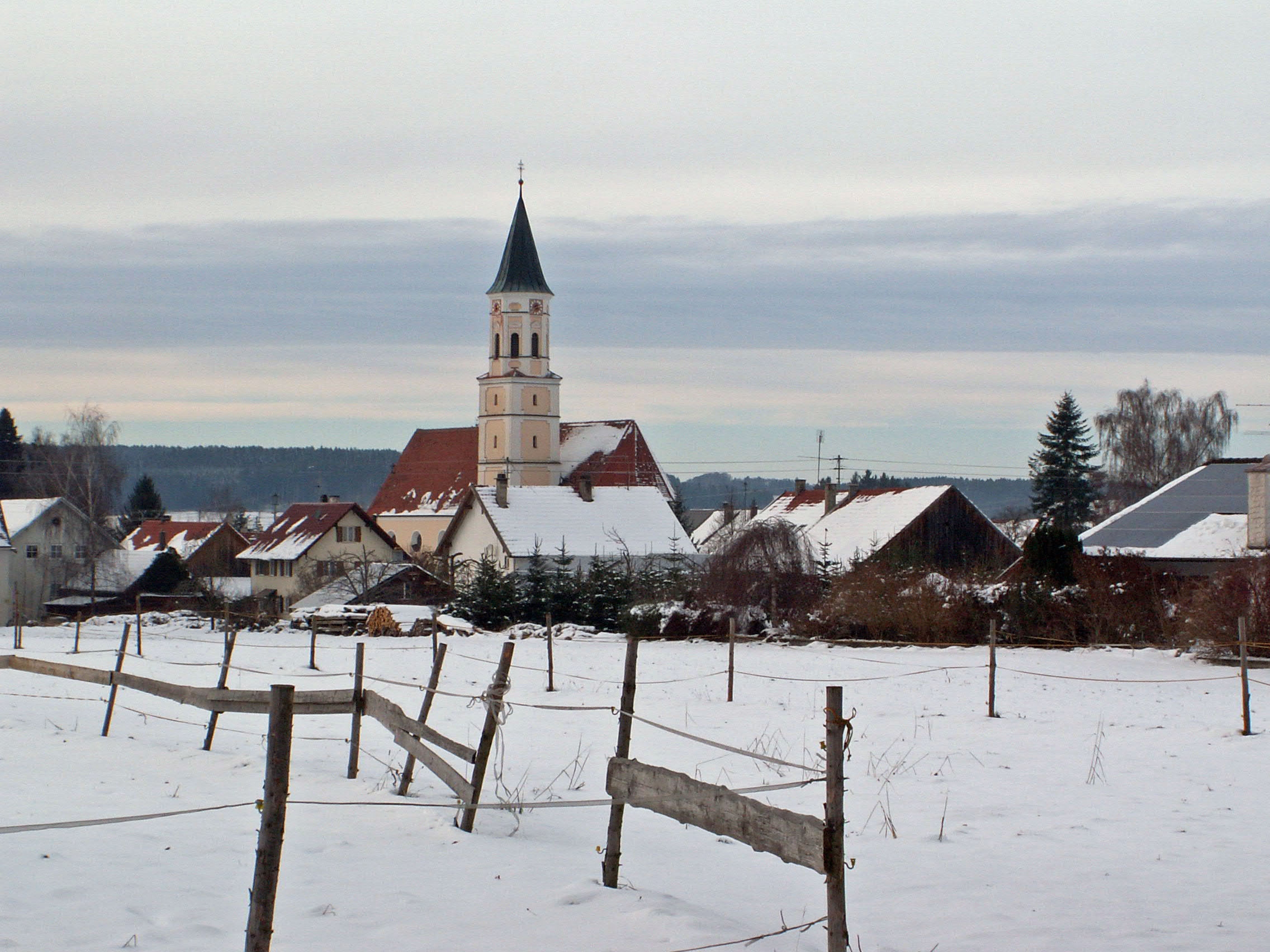
Oberrieden (Dorf)

Oberrieden ist eine Gemeinde im schwäbischen Landkreis Unterallgäu.

## Geografie

### Lage
Oberrieden liegt ungefähr 30 Kilometer nordöstlich von Memmingen an der Staatsstraße 2037 in der Region Donau-Iller in Mittelschwaben.

### Gemeindegliederung
Das Gemeindegebiet besteht aus den Gemarkungen Oberrieden und Unterrieden.
Es gibt 6 Gemeindeteile (in Klammern ist der Siedlungstyp angegeben):
- Hohenreuten (Kirchdorf)
- Mittelrieden (Dorf)
- Oberrieden (Pfarrdorf)
- Ohnsang (Weiler)
- Spitzispui (Weiler)
- Unterrieden (Pfarrdorf)

Abgegangen ist der 1256 und 1616 urkundlich überlieferte Ort Vogenbach. Dessen Lage kann heute nicht mehr ermittelt werden.

## Geschichte

### Bis zur Gemeindegründung
Oberrieden war vor 1800 Sitz eines Oberen und Unteren Gerichts und gehörte der Herrschaft Mindelheim. Diese war Teil des Kurfürstentums Bayern. Im Zuge der Verwaltungsreformen in Bayern entstand mit dem Gemeindeedikt von 1818 die heutige Gemeinde.

### Eingemeindungen
Im Zuge der Gebietsreform in Bayern wurde am 1. Mai 1978 die Gemeinde Unterrieden eingegliedert.

### Einwohnerentwicklung
| Jahr      | 1840 | 1900 | 1925 | 1950 | 1961 | 1970 | 1987 | 1991 | 1995 | 2000 | 2005 | 2010 | 2015 | 2020 |
| Einwohner | 1037 | 1174 | 1106 | 1439 | 1140 | 1149 | 1160 | 1236 | 1224 | 1237 | 1252 | 1248 | 1237 | 1218 |

Zwischen 1988 und 2018 wuchs die Gemeinde von 1185 auf 1221 um 36 Einwohner bzw. um 3 %.

## Politik

### Gemeinderat
Die Wahl zum Gemeinderat am 15. März 2020 hatte folgendes Ergebnis:
- Freie Wählervereinigung Oberrieden: 7 Sitze (61,3 %)
- Wählergemeinschaft Unterrieden: 5 Sitze (38,7 %)

Die Sitzverteilung im Gemeinderat zwischen den zwei Wählergruppen ist unverändert die gleiche wie in der Amtszeit 2014–2020.

### Bürgermeister
Erster Bürgermeister ist Robert Wilhelm. Dieser wurde im Jahr 2014 Nachfolger von Georg Leinsle, der das Amt 12 Jahre lang bekleidete. Im Jahr 2020 wurde er mit 96,1 % gewählt.

### Wappen

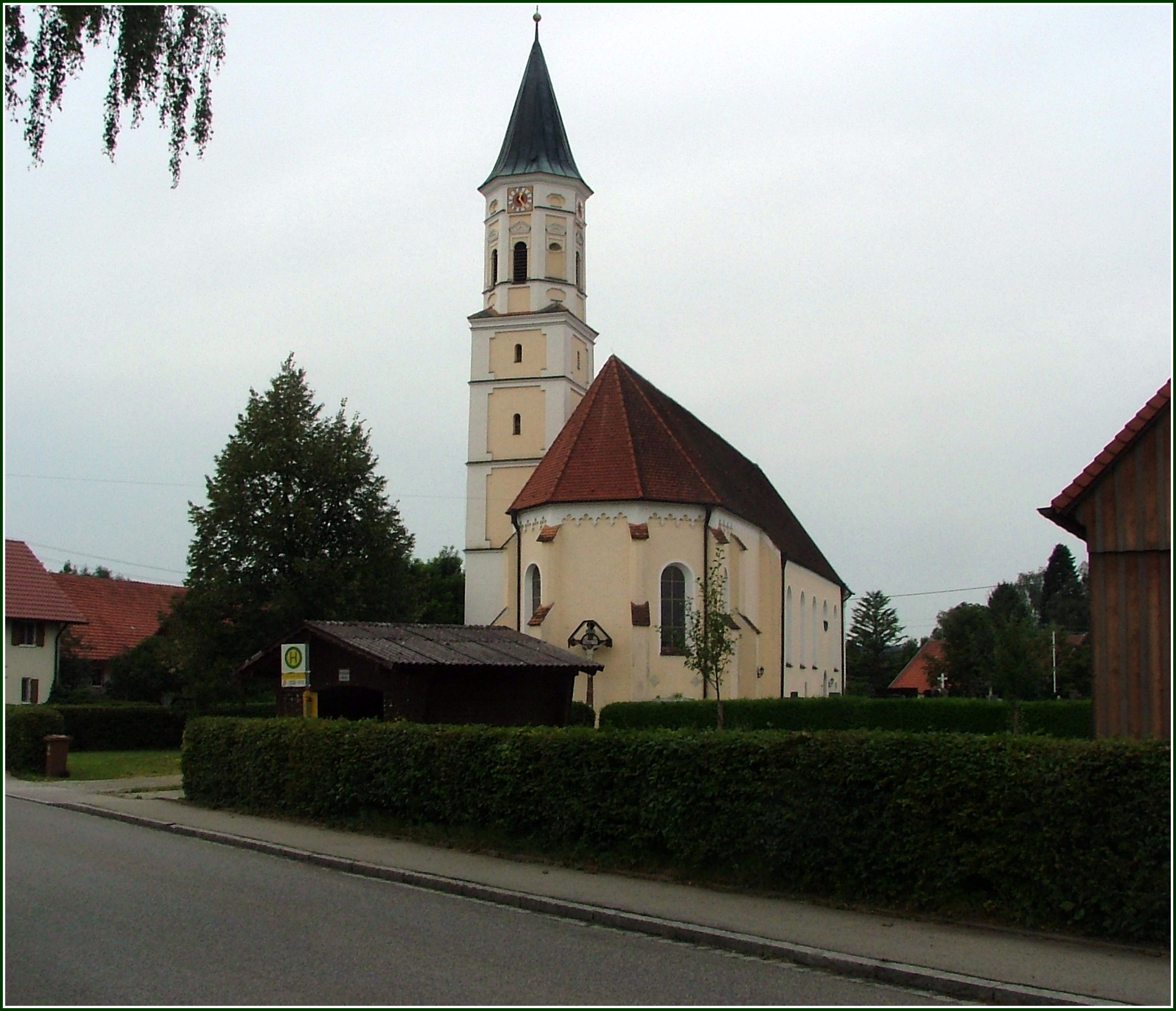
Pfarrkirche St. Martin

| Wappen von Oberrieden | Blasonierung: „Geteilt von Blau und Silber mit aufgelegtem Schild, darin in Silber auf grünem Dreiberg, der mit einem silbernen Wellenbalken belegt ist, ein schreitender roter Löwe.“ |
| Wappen von Oberrieden | Wappenbegründung: Der rote Löwe auf dem grünen Dreiberg gilt als das Wappen der Herren von Mindelberg, die bis 1363 Inhaber der Herrschaft Mindelheim waren. Noch im Wappen des Kurfürstentums Bayern von 1804 wird die Herrschaft Mindelheim durch dieses Wappenbild symbolisiert. Oberrieden teilte seit dem frühen Mittelalter die Geschicke dieser Herrschaft, die 1616 von den bayerischen Landesherren erworben wurde. Die Tingierung Silber und Blau verweist auf diesen historischen Tatbestand. Der Wellenbalken symbolisiert das Flüsschen Kammel. Das Wappen wurde vom Freisinger Heraldiker Theodor Goerge gestaltet und wurde am 26. November 1985 durch Bescheid der Regierung von Schwaben genehmigt. |

### Verwaltung
Die Gemeinde ist Mitglied der Verwaltungsgemeinschaft Pfaffenhausen.

## Baudenkmäler
In Oberrieden gibt es ein Baudenkmal, die Pfarrkirche St. Martin aus dem 15. bis 19. Jahrhundert.

## Wirtschaft und Infrastruktur

### Wirtschaft
Es gab am 30. Juni 2018 im Ort 68 sozialversicherungspflichtig Beschäftigte; von der Wohnbevölkerung standen 504 Personen in einer versicherungspflichtigen Beschäftigung. Damit überwog die Zahl der Auspendler um 436 Personen. Die 36 landwirtschaftlichen Betriebe bewirtschafteten eine Fläche von 1220 Hektar (Stand 2016).

### Bildung
Am 1. März 2019 gab es eine Kindertageseinrichtung mit 68 Plätzen und 43 betreuten Kindern.

## Persönlichkeiten
- Adolf Müller (* 1935), Politiker
- Paulus Maria Weigele (* 1943), 65. Abt des Klosters Ottobeuren